# 방글라데시 민족주의당
방글라데시 민족주의당(Bangladesh Nationalist Party, বাংলাদেশ জাতীয়তাবাদী দল Bāŋlādeś Jātīyatābādī Dal, BNP)는 방글라데시 주요 정당 중의 하나이다. 방글라데시 국민당으로 불리기도 한다. 1975년 쿠데타로 권력을 잡은 지아우르 라만이 민정 이양을 통한 정권 연장을 기도하며 수구적 군인, 이슬람 극단주의 정치인, 친 파키스탄 인사를 규합하여 만든 관제 여당이다.
1978년 9월 1일 군부 쿠데타로 정권을 잡은 전 대통령 지아우르 라흐만이 이끄는 군부가 민정 이관을 위한 총선거를 행할 때 아와미 연맹에 대항하기 위한 스스로의 세력을 모아서 창당한 정당이다. 정권을 5회 담당하고 국회 최대 여당으로 정권을 잡고 있었다. 1981년 군부가 분열되면서 지아우르 라흐만이 암살되고 다음해 후세인 무하메드 에르샤드를 중심으로 한 신군부 중심의 쿠데타가 발생하게 된다. 이후 부인인 칼레다 지아가 당대표를 맡았으며, 방글라데시 최초의 여성 총리가 되기도 했다. 지난 총선 전까지 국회 의석의 3분의 2의를 차지하고 있었다.
2001년 총선에서는 전체 투표의 47%를 획득하여 300석 중 215석을 획득했다. 2008년 12월 총선에서는 부패에 대한 비판을 받아 대참패를 당했으며, 다시 셰이크 하시나가 이끄는 아와미 연맹에 사실상 정권을 내주게 되었다.

## 같이 보기
- 방글라데시의 경제